# Сиамски крокодил
Сиамският крокодил (Crocodylus siamensis) e сладководен крокодил, обитаващ Югоизточна Азия. До неотдавна се смятало, че това е един от подвидовете на новогвинейския крокодил (Crocodylus novaguineae), заедно с класифицирания като втори подвид филипински крокодил. Изследвания на учени-зоолози обаче са установили, че това са 3 напълно различни вида – новогвинейски крокодил, сиамски крокодил и филипински крокодил. Доказателство за това са някои разлики в ДНК на трите вида.

## Особености
Сиамският крокодил живее изцяло в сладки води. Среща се край реките, езерата и блатата в Мианмар, Тайланд, Лаос, Виетнам, Камбоджа и на остров Борнео. Прехранва се с риби, земноводни, птици, различни влечуги и бозайници.
Достига полова зрялост на 10 – 14 години. Женската снася между 20 и 50 яйца, които пази от хищниците в продължение на 80 дни, след който период се излюпват малките.

## Размери
Сиамският крокодил обикновено достига дължина до 3 м, рядко се срещат по-големи индивиди.

## Популация
Сиамският крокодил е записан в световната червена книга на защитените видове като застрашен от изчезване вид. Липсват точни данни за популацията, но като цяло тя е ниска. В последните години обаче, благодарение на природозащитните организации, броят на сиамските крокодили се възстановява. Те обаче са изправени пред сериозен проблем – заради изсичането на горите ареалът на вида се стеснява.
За сравнително стабилна може да се определи само популацията в някои части на остров Борнео, докато тази на п-в Индокитай и най-вече в Камбоджа, където са останали под 800 индивида, е пред изчезване. Успех има природозащитната дейност в Тайланд, където вече живеят около 3000 сиамски крокодила.